# Félix Bollaert
Pour les articles homonymes, voir Bollaert.
Félix Bollaert, né le 13 août 1855 à Lille et mort le 26 décembre 1936 à Paris, est un ingénieur français et un directeur de la Compagnie des mines de Lens.
Il a donné son nom au stade de football de la ville.

## Biographie

### Famille et vie privée

#### Origines familiales
Félix Flavien Aimé Bollaert naît à Lille le 13 août 1855 : il est le fils d'Édouard Jacques François Bollaert (1813-1876), 42 ans, et de Céline Julie Tilloy, 29 ans. Son père Édouard, né à Bailleul, est ancien élève de l'École polytechnique et ingénieur en chef des ponts et chaussées.
En 1856, l’année suivant la naissance de Félix, la famille déménage à Lens, car le père a été nommé agent général de la Compagnie des mines de Lens dont il est l’un des fondateurs. Édouard Bollaert devient ultérieurement président du conseil d'administration de cette compagnie minière, et sera fait chevalier de la Légion d'honneur.
En cette fin de XIXe siècle, « l’industrialisation est en plein essor et la Société des mines [la Compagnie des mines de Lens] diversifie ses activités, crée des usines chimiques, prend des participations dans des entreprises de câblerie », raconte l’historien Bernard Ghienne [réf. souhaitée]. La famille est une lignée « d’industriels et de financiers. Le père Édouard, après la grève de 1893, a licencié six cents mineurs, autant dire six cents familles. »
Comme Félix suivra la même voie que son père dans la compagnie minière lensoise, l’historien poursuit : il y a une affaire à faire prospérer et Félix y « réussit très bien ». Et c’est « le mariage d’intérêts industriels qui mène aussi Félix à ce niveau-là ».

#### Mariage
Le 3 mai 1887, Félix Bollaert épouse Marthe Le Gavrian, fille de Paul Le Gavrian, un ingénieur diplômé de l'École centrale de Paris, spécialiste des machines à vapeur, et député du Nord depuis 1885 (il le sera jusqu’en 1898). Un frère de Marthe, Paul Le Gavrian fils (1872-1945), est devenu inspecteur général des ponts et chaussées et secrétaire général de l'Association mondiale de la route.
La période de reconstruction après la Première Guerre mondiale est favorable au couple Bollaert-Le Gavrian qui possède un château à Cassel (Nord), un appartement à Paris, quai d’Orsay, un domicile à Chantilly (Oise) et un autre à Lens.
Beau-frère du maire de Chantilly, Omer Vallon, il s'installe dans cette ville à la fin de sa vie.
Son épouse meurt le 10 juillet 1931.
Félix Bollaert instaure, en juin 1936, le culte de Notre-Dame des mines dans la paroisse Saint-Wulgan de Lens.

#### Mort
Félix Bollaert meurt en décembre 1936, à l'âge de 81 ans, à Paris et est enterré au cimetière Bourillon de Chantilly.
Mgr Williez, évêque d'Arras, dit de lui qu'il avait joint « la foi et les pratiques religieuses ».

#### Descendance et famille éloignée
L’animatrice de télévision du XXIe siècle Faustine Bollaert est l’arrière-petite-nièce de Félix Bollaert[réf. souhaitée].

### Formation
Félix Bollaert, comme son père, intègre l’École polytechnique. Il suit ensuite les cours de l’École nationale supérieure des mines de Paris. En tant qu'élève de Polytechnique, il effectue deux ans de service actif (vers 1875, date de son entrée à l’École). Le long de sa vie, il participe ensuite à de brèves périodes dans la disponibilité et dans la réserve de l'armée jusqu'en 1910 (il est alors âgé de 55 ans) ; il passe ainsi de sous-lieutenant à capitaine de réserve, soit deux grades au-dessus, sur une période d’environ trente ans.

### Mobilisé pendant la Première Guerre mondiale
En mars 1912, au moment de la réception de sa décoration de chevalier de la Légion d'honneur, Félix Bollaert est capitaine au 1er groupe territorial du 1er régiment d'artillerie à Lille.
Mobilisé pour la Première Guerre mondiale à l’âge de 59 ans, Félix Bollaert, commandant d'artillerie, rejoint le front de l'Artois puis est appelé à Paris au nouveau ministère de l'Armement.
Sa femme se fait ambulancière pour secourir les blessés : elle recevra pour son action la médaille de la reine Élisabeth.
Félix Bollaert reçoit en 1918 la rosette d'officier de la Légion d'honneur et est fait commandeur de l'Empire britannique.

### Carrière professionnelle
Conformément aux instructions de son père, après l'obtention de ses diplômes, Félix Bollaert doit d’abord faire ses preuves, et effectue « ses classes » dans les Charbonnages belges de Mariemont-Bascoup, pendant cinq ans.
En février 1886, il rejoint la Compagnie des mines de Lens comme ingénieur à la tête du service commercial.
Après la Première Guerre mondiale, Félix Bollaert participe activement à la reconstruction de l’entreprise : « Toutes les constructions étaient détruites, les routes et les chemins de fer n’existaient plus, les puits dynamités étaient inondés, les galeries souterraines à demi effondrées. Le résultat de plus d’un demi-siècle de travail avait disparu. Tout était à refaire. Félix Bollaert fut l’un de ces bons artisans », raconte Marcel Decroix.
Il entre au conseil d'administration de la compagnie. En 1922, il en devient président, succédant à Élie Reumaux. Tout est à reconstruire, notamment à Lens. Félix Bollaert fait montre d'une efficacité prise en exemple par le gouvernement.
Il est de ce fait de plus en plus souvent appelé à Paris, le gouvernement voulant s'inspirer de l'exemple et des pratiques des mines de Lens.
La compagnie dirigée par Félix Bollaert prend une telle importance dans l’économie locale qu’on peut se demander qui, de lui ou du député-maire de la ville Alfred Maës, dirige vraiment Lens… « Sans doute un peu les deux », résume l’historien Bernard Ghienne. « Chacun y trouvait des intérêts ». Comme ce 18 juin 1933 où est inauguré en pleine crise économique un nouveau stade, à la pointe du progrès, rebaptisé « Félix-Bollaert » après sa mort.
Félix Bollaert a également été coopté administrateur des chemins de fer du Nord dans les années 1920.

### Préoccupations sociales
Dès l'époque où il débute aux mines de Lens, Félix Bollaert suit les traces de son père Édouard, adepte du paternalisme social selon l’exemple de Frédéric Le Play : il rend visite aux familles ouvrières et transforme peu à peu son domicile rue Carnot à Lens en bureau de bienfaisance. Devant la hausse de la mortalité infantile en début du XXe siècle, il crée avec son épouse un service de « La Goutte de lait » pour améliorer gratuitement l'alimentation des nourrissons.
Marcel Decroix, le président de la Société des sciences de l’agriculture de Lille, dit dans l’éloge funèbre de Félix Bollaert : « Dès avant la guerre, il avait donné la preuve de ce qu’on pouvait attendre de son grand cœur et de sa belle intelligence. Déjà la Société des mines de Lens avait compris l’importance des œuvres sociales et Félix Bollaert, qui connaissait les ouvriers, s’attacha lui aussi à ces œuvres. Il suivait en cela ses propres traditions familiales et celles qu’ils avaient trouvées vivantes dans la famille Le Gavrian ». En effet, son beau-père Paul Le Gavrian avait travaillé, comme député, sur les questions ouvrières et les accidents du travail.
Après 1914-1918, « Douze mille logements furent ainsi bâtis, tous entourés de jardins, pourvus de l’eau et de l’électricité. Les cités comprennent toutes des terrains de jeux, dispensaires, hôpitaux, consultations de nourrissons, gouttes-de-lait, écoles primaires, églises et chapelles ». « C’est à mettre à son crédit », convient l’historien Bernard Ghienne.
En complément de la reconstruction industrielle, le couple Bollaert-Le Gavrian investit dans la restauration des sociétés musicales, sportives, et de jardinage de Lens qui doivent apporter des loisirs encadrés aux ouvriers. Il mène à la fois une vie caritative et mondaine.
En 1928, il est président du comité d'exécution de la statue équestre du maréchal Foch à Cassel (où il possède le château), statue inaugurée le 7 juillet 1928 par le président de la République Raymond Poincaré.
Avec son épouse Marthe, Félix Bollaert crée plusieurs prix et fondations, préside de nombreuses associations, encourage et préside volontiers les fêtes corporatives, folkloriques, religieuses, soutient la fondation d'aides aux anciens mineurs. Leur nouveau domicile, rue Decrombecque, redevient le siège de leurs œuvres sociales.
Le couple crée encore un « prix de vertu sociale », décerné tous les deux ans par la Société des sciences, de l'agriculture et des arts, et aide les sociétés les plus diverses.
La mort de son épouse en 1931 n'interrompt pas ses activités caritatives, il s'y livre jusqu'à sa propre disparition, cinq années plus tard.

## Distinctions et hommages

### Décorations
- Chevalier de la Légion d'honneur le 24 janvier 1912 (décoration remise par le général commandant la place de Lille devant les troupes rassemblées)[11].
- Officier de la Légion d'honneur le 9 juillet 1919, ayant pris rang au 20 novembre 1918, au nom du ministère de la Guerre. À cette date, il est chef d'escadron (territorial) au ministère de la Reconstitution industrielle, direction des mines[12].
- Commandeur de l'Empire britannique.

### Hommages
- La Compagnie des mines de Lens donne, en mémoire de « l'ami et bienfaiteur des gens du travail[8] », son nom à la fosse no 13 bis Félix-Bollaert, un simple puits d'aérage à Bénifontaine, puis au stade de la ville construit quatre ans auparavant (en 1932-1933) par cette même société.
- Une rue de Lens s’appelle Bollaert, en mémoire à la fois du père et du fils[5].

## Portrait
Une photographie de Félix Bollaert figure dans l'ouvrage des Échos du Pas-de-Calais ainsi que sur le site des Archives départementales.
Un portrait de lui, accompagné d'André Delelis, maire pendant plus de trente ans de Lens, est également présent dans le stade de Lens, sur la droite de la tribune Lepagnot ; le stade porte d’ailleurs le nom de ces deux personnes.